# August von Loehr (Numismatiker)
August Oktavian Julius Perpetuus Maria Karl Josef Ritter von Loehr, ab 10. April 1919 August Loehr, (* 31. März 1882 in Wien; † 11. Juli 1965 Schloss Schönbrunn, ebenda) war ein österreichischer Numismatiker und Geldhistoriker.

## Biografie
August Loehr wurde im März 1882 als Sohn des Eisenbahningenieurs und Numismatikers August von Loehr und dessen Ehefrau Josefa Maria Fail (gest. 1937) geboren. Er besuchte das Stiftsgymnasium Seitenstetten und studierte ab 1900 Geschichte, Geographie und Kunstgeschichte an den Universitäten Wien, Heidelberg und Grenoble. Er wurde Mitglied und später Alter Herr der Philologisch-Historischen Verbindung Cimbria Heidelberg im Naumburger Kartellverband. 1903–1905 war er Mitglied des Instituts für Österreichische Geschichtsforschung. Am 17. November 1905 wurde er an der Universität Wien mit der Arbeit Die Schiffahrt im Donaugebiet bis zum Ende des 14. Jahrhunderts zum Dr. phil. promoviert. 1905–1906 war er Stipendiat am Österreichischen Historischen Institut in Wien, wo er an der Bearbeitung der Nuntiaturberichte zum Westfälischen Frieden arbeitete.
Seit 1906 war er am Münzkabinett des Kunsthistorischen Museum in Wien, der Bundessammlung von Medaillen, Münzen und Geldzeichen, tätig, zunächst als Volontär, seit 1907 als Assistent. Nach dem Tod von Carl Domanig wurde er 1913 Kustos und 1926 schließlich Direktor. Daneben studierte er von 1907 bis 1911 Rechtswissenschaften an der Universität Wien und schloss mit dem Dr. jur. ab. Im Münzkabinett war er für die Bearbeitung der neueren Münzen zuständig und erkannte bald, von der herkömmlichen Numismatik abweichend, die Bedeutung der Münzen in der Geld- und Finanzgeschichte. Seit 1929 lehrte er an der Universität Wien als Honorarprofessor für Numismatik und Geldgeschichte des Mittelalters und der Neuzeit. Seit 1908 war er im Bundesdenkmalamt auch Referent für wirtschaftsgeschichtliche und technische Denkmale sowie für Museumswesen. In dieser Funktion war er an der Verteidigung der österreichischen Kultursammlungen gegenüber den Nachfolgestaaten nach dem Ersten Weltkrieg beteiligt. 1938 wurde er in all seinen Positionen zwangsweise in den Ruhestand versetzt.
Im April 1945 wurde er reaktiviert, er übernahm erneut die Leitung des Münzkabinetts und wurde 1. Direktor des Kunsthistorischen Museums. In dieser Funktion war er für den Wiederaufbau des Museums nach dem Krieg verantwortlich. Er wurde zum Generaldirektor der kulturhistorischen Museen Österreichs ernannt und gründete das Museum österreichischer Kultur als Abteilung des Kunsthistorischen Museums. Am 31. Dezember 1949 trat er in den Ruhestand. Von 1945 bis 1954 lehrte er auch wieder als Honorarprofessor für Numismatik und Geldgeschichte an der Universität, seit 1946 auch für Museumskunde.
1949 initiierte er die Gründung des Verbands österreichischer Geschichtsvereine. Seit 1956 war er dessen Ehrenmitglied und ab 1961 Ehrenpräsident. Ab 1950 war er Präsident der Internationalen Numismatischen Kommission.
August Loehr starb im Juli 1965 im Alter von 83 Jahren. Er wurde auf dem Matzleinsdorfer Friedhof in Wien beerdigt.
Sein Adelstitel fiel auf Grund des Adelsaufhebungsgesetzes am 10. April 1919 weg.

## Ehrungen
- Ritter des Franz-Joseph-Ordens
- Commendatore des Ordens der Italienischen Krone
- 1952: Ehrenmedaille der Stadt Wien
- Großes Ehrenzeichen des Landes Burgenland

## Veröffentlichungen
- Die niederländische Medaille des 17. Jahrhunderts (= Kunst in Holland. 11, ZDB-ID 2519158-5). Hölzel, Wien 1921.
- Numismatik und Geldgeschichte (= Führer durch die kunsthistorischen Sammlungen in Wien. 30, ZDB-ID 29551-6). Kunsthistorisches Museum u. a., Wien 1944.
- Österreichische Geldgeschichte (= Veröffentlichungen des Instituts für Österreichische Geschichtsforschung. 4, ISSN 1012-5752). Universum, Wien 1946.
- mit Victor Miller zu Aichholz und Eduard Holzmair: Österreichische Münzprägungen 1519–1938. 2. Auflage. Bundessammlung von Medaillen, Münzen und Geldzeichen, Wien 1948.